# 미국 해양대기청

NOAA 로고

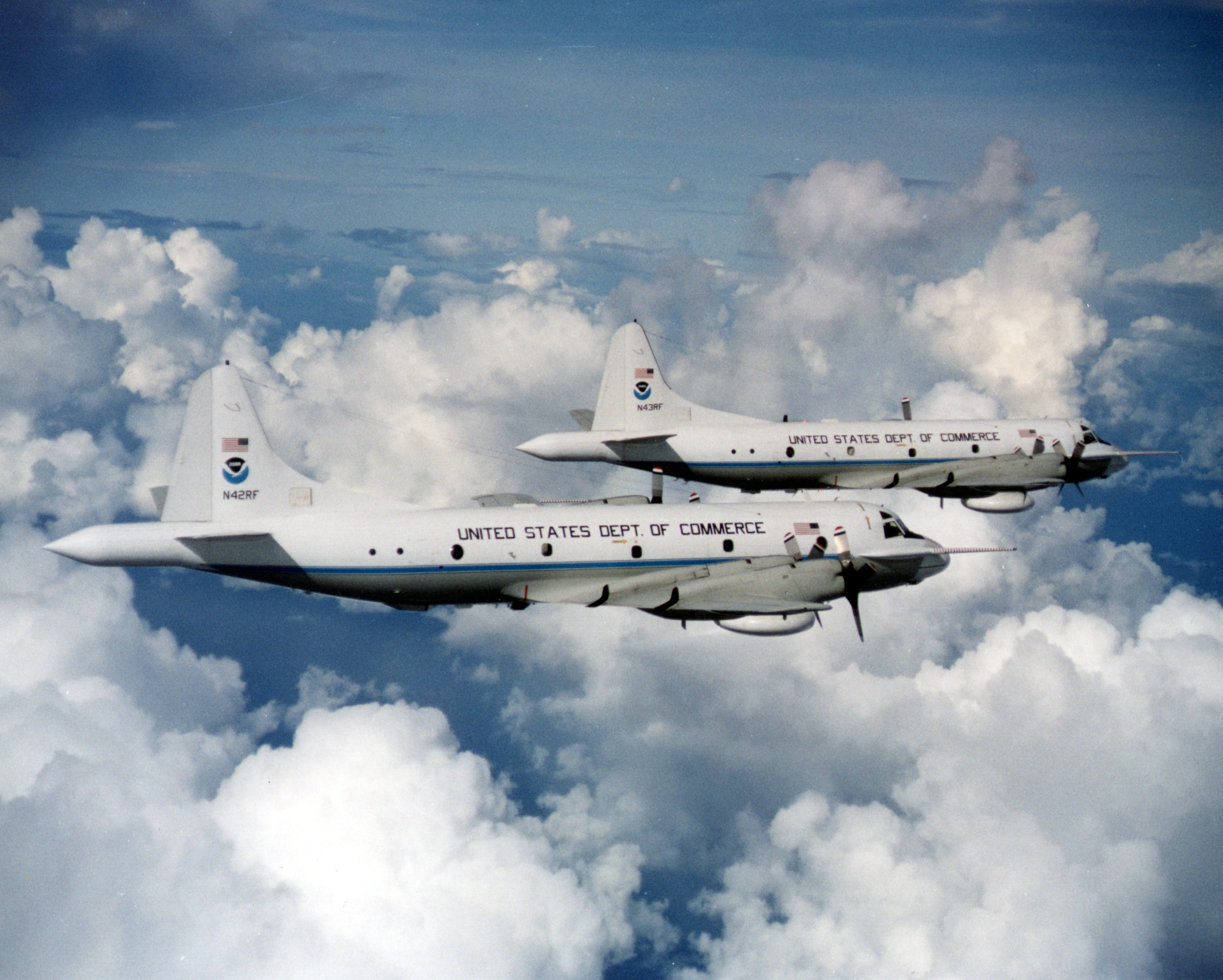
노아의 WP-3D 허리케인 헌터. P-3 오라이온의 개조형으로, 태풍 속으로 들어가 태풍을 정밀 관측한다

미국 해양대기청(美國海洋大氣廳, 영어: NOAA: National Oceanic and Atmospheric Administration)은 미국 상무부의 지구의 해양과 대기상태를 조사하는 중앙행정관청이다. 대한민국 기상청에 해당하는 기관으로 서로 교류가 잦다.

## 연혁
- 1807년 해안조사국, 1870년 기상국, 1871년 수산위원회
- 1970년 상무성 산하 해양대기청으로 통합․출범

## 조직
- 직원수 : 약 20,000명
- 예산 : (2014년) 약 55억불

## 기능
- 해양조사 및 해도작성
- 수산자원 조사 및 보호육성
- 해양 및 연안자원 보호관리
- 기상관측 및 인공위성 정보제공

## 국립허리케인센터
미국의 국립허리케인센터는 기상청 산하가 아니라 NOAA 산하에 설립했다.

## NOAA-19

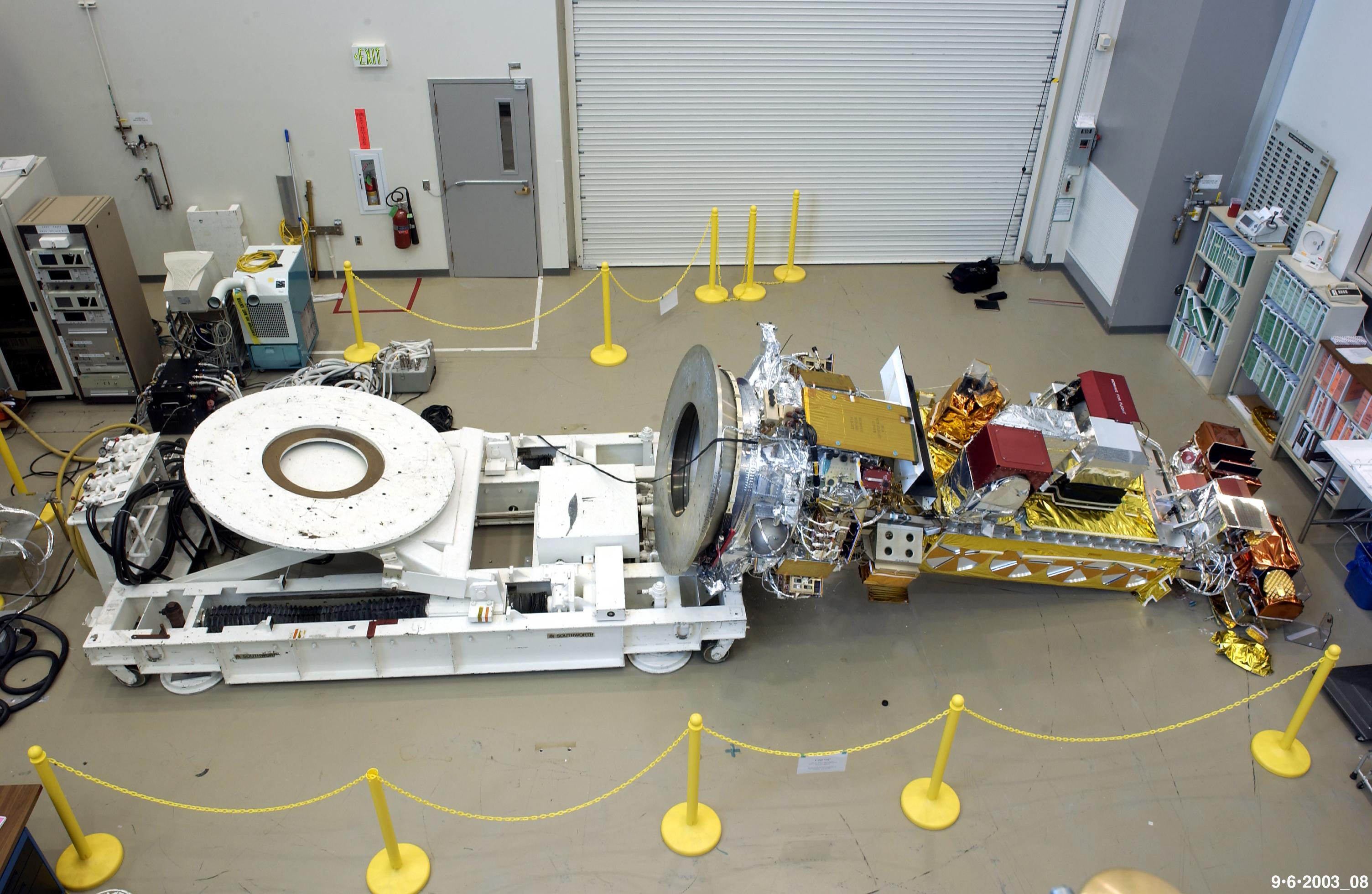
가장 최신형인 NOAA-19 기상관측위성

1970년 12월 11일에 NOAA-1을 발사한 이래, 2009년 2월 6일에 NOAA는 가장 최신형인 NOAA-19 기상관측위성을 발사했다.

## 같이 보기
- GOES 14
- NOAA부대
- NOAA탐사선
- NOAA기상관측위성
- NOAA기상정찰기